# Phil Tollestrup
Philip „Phil“ Tollestrup (* 21. Oktober 1949 in Raymond, Alberta) ist ein ehemaliger kanadischer Basketballspieler.

## Laufbahn
Tollestrup spielte in seiner Heimatstadt in der Basketballmannschaft der Raymond High School. Als Schüler betrieb er ebenfalls Leichtathletik und spielte Canadian Football. 1969 wechselte der 1,98 Meter große Flügelspieler ins Nachbarland an die Brigham Young University nach Provo (US-Bundesstaat Utah). Dort spielte Tollestrup bis 1972. Seine beste Saison in den Vereinigten Staaten war 1971/72, als er im Schnitt 13,7 Punkte und 6,2 Rebounds je Begegnung erzielte. Er schloss ein Spieljahr an der University of Lethbridge in der Provinz Alberta an: Tollestrup kam 1972/73 auf 26,4 Punkte und 11,7 Rebounds je Begegnung.
Die Buffalo Braves sicherten sich beim NBA-Draftverfahren 1973 in der 20. Auswahlrunde an 211. Stelle die Rechte an Tollestrup, nahmen diese in der Folge aber nicht in Anspruch. Als Berufsbasketballspieler stand der Kanadier 1973/74 bei Saski Baskonia in Spanien unter Vertrag. Er war der erste ausländische Spieler in der Mannschaftsgeschichte.

### Nationalmannschaft
Tollestrup war Spieler der kanadischen Nationalmannschaft bei den Olympischen Sommerspielen 1976. Mit 21,3 Punkten je Begegnung war er bei dem olympischen Turnier im eigenen Land (Montréal) bester Korbschütze der Gastgeber. Er war ebenfalls Teilnehmer der Weltmeisterschaft 1974, der Weltstudentenspiele 1973 sowie der Panamerikanischen Spiele 1971, 1975 und 1979.

## Trainer
Von 1978 bis 1980 arbeitete Tollestrup, der 1991 in die Ruhmeshalle des kanadischen Basketballverbands aufgenommen wurde, als Trainer der Basketballmannschaft an der McMaster University. Anschließend war er auf Schulebene als Trainer in Milk River, Stirling und Magrath (jeweils in der Provinz Alberta) tätig. Von 2004 bis 2007 war er Trainer an der University of Lethbridge.